# Colorful Media
Colorful Media – wydawnictwo magazynów specjalistycznych, głównie językowych. Założone w Polsce w 2003 r., obecne jest także na rynku hiszpańskim (od 2010 r.) oraz niemieckim jako Colorful Media Deutschland GmbH (od 2012 r.).
Założycielami Colorful Media są Marta i Piotr Olejniczak.

## Magazyny drukowane
- „Business English Magazine” – dla uczących się języka angielskiego biznesowego
- „English Matters” – dla fanów języka angielskiego
- „Deutsch Aktuell” – dla fanów języka niemieckiego
- „Français Présent” – dla fanów języka francuskiego
- „¿Español? Sí, gracias” – dla fanów języka hiszpańskiego
- „Italia Mi piace!” – dla miłośników Włoch, kultury włoskiej i języka włoskiego
- „Ostanowka: Rossija!” – dla fanów języka rosyjskiego
- „StartUp Magazine” – poświęcony branży nowych technologii oraz innowacyjnym przedsięwzięciom biznesowym

## Wydania specjalne
- „4x4 SUV Magazine” (2012 r.) – magazyn motoryzacyjny poświęcony autom typu SUV
- „Gadżety. Katalog” (2009 r.) – katalog gadżetów i nowinek technologicznych

## Wydawane w przeszłości
- „Mama, Tata, Komputer i Ja” – magazyn poświęcony edukacji komputerowej i bezpieczeństwu w Internecie

## Serwisy internetowe
- Deutsch.edu.pl
- Wirtschaftsdeutsch.pl
- Blog Business English